# Antoni Brosa i Vives
Antoni Brosa i Vives (la Canonja, Tarragonès, 27 de juny de 1894 – Barcelona, 23 de març de 1979) fou un violinista català.

## Biografia
Son pare, director de banda a Reus, el va iniciar a la música. Va continuar la seva formació amb el violinista alacantí Enric Ainaud i Sánchez (1875-1958) a Barcelona i amb Mathieu Crickboom (1871-1947) al conservatori de Brussel·les. Amb només vint anys, el 1914 se'n va anar cap a Anglaterra, raó per la qual és poc conegut a la península ibèrica, tot i ser un dels grans violinistes del segle xx. L'estiu de 1933 va interpretar la Simfonia Espanyola d'Édouard Lalo als Proms. Arran de l'encontre amb Benjamin Britten i de la profunda admiració que sentia el compositor cap al violinista, el 1940, any en què es va establir temporalment als Estats Units, li estrenà el Concert per a violí al Carnegie Hall de Nova York, juntament amb l'Orquestra Filharmònica de Nova York sota la direcció de John Barbirolli. Al mateix any, en va realitzar la versió radiofònica de Schoenberg per a la BBC.
A partir de 1940 tornà a visitar Catalunya. Solia estiuejar a Tossa de Mar. Abans de començar la nova temporada artística a l'estranger, va donar uns concerts a Barcelona.
Antoni Brosa tocava un violí Stradivari anomenat «Vesuvius Stradivari» que més tard passà al violinista i compositor britànic Remo Lauricella i des de 2005 es troba al Museu del Violí de Cremona.
A més a més, en la seva faceta de mestratge, va donar cursos de música a Sant Jaume de Galícia. L'any 1971 va abandonar la música de manera professional.

## Carrera musical
Va debutar com a solista el 1926 a Londres i va realitzar recitals en la majoria de països europeus, especialment Alemanya, Itàlia i França. El 1930 va fer una gira pels Estats Units. Ha tocat amb les principals orquestres d'Anglaterra i dels Estats Units i va ser un dels primers grans violinistes que va actuar a la BBC de Londres.
Més tard, a la Barcelona de 1936, va estrenar la Suite per a violí i piano, op. 6, de Britten, acompanyat al piano pel mateix compositor. Al Maggio Musicale Fiorentino de 1950, va estrenar el Concerto de violino de Robert Gerhard.
El 1924 va fundar el Quartet Brosa (1924-1938) amb Matthew Greenbaum com a segon violí, Leonard Rubens com a viola i Anthony Pini com a violoncel, amb el qual realitzà gires pels Estats Units, convidat per l'Elizabeth Sprague Coolidge Foundation. El seu èxit fou tal que va ser designat per representar a Anglaterra en el festival internacional de música contemporània el 1928. Va formar un duo amb Mathilde Verne (1924-1927) i més tard amb Kathlen Long (1948-1966). Al Festival de la SIMC de 1928, a Siena, estrenà un quartet de Franck Bridge. El 1940 va estrenar el Concert per a violí op.15 de Britten al Carnegie Hall amb la Filharmònica de Nova York sota la direcció de John Barbirolli.
També fou membre del "Quartet Pro Arte" a la mort d'Alphonse Onnou al qual sustituí.